# Lago Winnipesaukee
Il lago Winnipesaukee (in inglese Lake Winnipesaukee) è un lago situato nello Stato del New Hampshire, negli Stati Uniti. È profondo circa 65 m ed è situato a 154 m s.l.m. (504 piedi). È largo 33,4 km, lungo 14,5 e la sua superficie copre 180 km². È il lago più grande dello Stato e il terzo del New England, dopo il Lago Champlain e dopo il Lago Moosehead.

## Isole

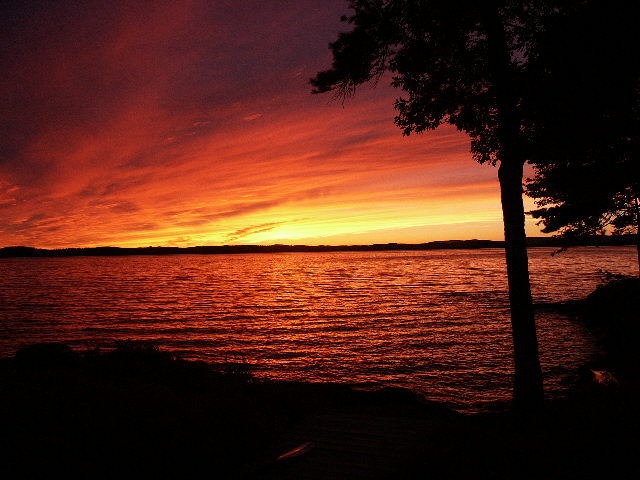
Il tramonto visto da Long Island

Le isole naturali del lago sono circa 253. Questo è un elenco delle dieci maggiori.
- Long Island (480 ettari)
- Bear Island (320 ettari)
- Cow Island (211 ettari)
- Governors Island (204 ettari)
- Rattlesnake Island (149 ettari)
- Welch Island (76 ettari)
- Little Bear Island (58 ettari)
- Stonedam Island (57 ettari)
- Timber Island (55 ettari)
- Sleepers Island (46 ettari)

Il folklore, però, vuole che nel lago ci siano 365 isole, una per ogni giorno dell'anno. Altre fonti dicono che nel lago ci siano 274 isole.